# Campylocheta townsendi
Campylocheta townsendi là một loài ruồi trong họ Tachinidae.